# عبد الحكيم سامر
عبد الحكيم سامر مواليد 12 نوفمبر 1990 في خنشلة، الجزائر، هو لاعب كرة قدم جزائري يلعب مع اتحاد بسكرة كلاعب وسط.

## المسيرة الاحترافية

### أندية لعب لها
- اتحاد خنشلة
- وداد تلمسان
- شباب قسنطينة
- شباب بلوزداد
- أولمبي المدية
- اتحاد بسكرة

## روابط خارجية
- عبد الحكيم سامر على موقع قاعدة بيانات كرة القدم.إي يو (الإنجليزية)
- عبد الحكيم سامر على موقع Soccerway.com (الإنجليزية)